# Ernesto di Nordgau
Ernesto, in tedesco Ernst, (... – 865) fu un nobile franco del IX secolo. Appartenente alla stirpe degli Ernestini, fu un Grenzgraf (conte di confine) nel Nordgau bavarese, confidente del re Ludovico II il Germanico, suocero di suo figlio Carlomanno, e l'uomo più importante della Baviera dopo il re stesso.

## Biografia
Ernesto era il figlio di Ernesto e Wartrun. È documentato per la prima volta nell'anno 829 ed era probabilmente già il Grenzgraf (conte di confine) del Nordgau in questo periodo e probabilmente anche il più alto conte della Baviera. Nell'anno 849 è nominato come dux partium illarum (illarum si riferisce al Nordgau), quando fu coinvolto in una posizione di primo piano in una campagna contro i Boemi, e nell'855 in un'altra campagna contro lo stesso popolo come conductor dell'esercito bavarese. In relazione a Ludovico II il Germanico, è indicato come inter amicos regis primus (il primo tra gli amici del re).
Ernesto ebbe un figlio con lo stesso nome, menzionato per la prima volta nell'857, e una figlia, il cui nome non è noto e che fu data in sposa nell'861 al figlio di Ludovico II, Carlomanno, allora dux e poi re di Baviera. Inoltre, secondo la leggenda, Ernesto era il padre della santa Regiswindis.
Nell'anno 861, la carriera di Ernesto si concluse. Sembra che sia stato coinvolto nella cospirazione di Carlomanno contro suo padre, dopo di che fu processato in un Hoftag a Ratisbona quell'anno. Fu condannato per slealtà il 6 aprile 861 e i suoi feudi furono revocati. Ernesto si ritirò nei suoi allodi e morì nell'865.
Il fatto che sia stato sepolto nell'abbazia di Sant'Emmerano, come si legge spesso, non è corretto, poiché la voce corrispondente nel necrologio dell'abbazia si riferisce a un conte del Sualafeldgau con lo stesso nome, morto intorno al 1010.È più probabile che il conte Ernesto del Nordgau sia stato sepolto nell'865 nel castello di Sulzbach, uno dei più importanti centri di governo del Nordgau nei secoli dall'VIII al XII, dove il suo luogo di sepoltura è stato probabilmente scoperto durante gli scavi del 1999. Sembra che sia morto senza aver perso il suo prestigio, dato che si parla ancora di lui come venerabilis vir Ernst nell'863, cioè dopo la sua condanna.
Oltre ad Ernesto, i suoi nipoti (nepotes) Udo, Berengario e Waldo della stirpe dei Corradinidi furono condannati in quel processo, per cui si presume che Ernesto fosse un cognato del conte Gebardo di Lahngau attraverso una sua sorella.